# Оксиэтилидендифосфоновая кислота
О́ксиэтилиде́ндифосфо́новая кислота́ (ОЭДФ, этидроновая кислота, 1-гидроксиэтан-1,1-дифосфоновая кислота) — органическое соединение с формулой CH3C(OH)(H2PO3)2. Образует комплексы с ураном, торием, железом и редкоземельными элементами. Используется как комплексообразователь в химии и многих отраслях промышленности.

## Физические и химические свойства
Температура плавления — 198—200 °C. Растворима в воде, спирте, диметилформамиде.
Образует устойчивые комплексы с ураном (VI), торием (IV), железом (III) и редкоземельными элементами.

## Получение
Получают при взаимодействии:
- хлорида фосфора (III) с уксусной кислотой;
- фосфористой кислоты c уксусным ангидридом или хлористым ацетилом.

## Применение
Используется в:
- нефтедобыче и теплоэнергетике — как средство для предотвращения отложений солей в трубах;
- парфюмерии — стабилизатор;
- комплексонометрии — титрант;
- аналитической химии — маскирующий агент;
- цветной фотографии — как ингибитор солеобразования в проявляющем растворе и консервант для гидроксиламина. Является эффективным заменителем трилона Б в процессах обработки цветных фотобумаг (например, RA-4), так как трилон Б взаимодействует с гидроксиламином, разлагая его с выделением азота и аммиака, что приводит к потере гидроксиламином сохраняющих свойств и быстрой порчи проявляющего раствора[3];
- сельском хозяйстве — удобрения в хелатной форме. Хелатная форма питательных элементов хорошо усваивается растениями, как при корневой, так и листовой подкормке.